# Hans Wiers-Jenssen

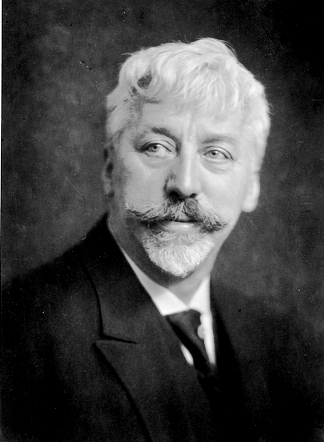
Hans Wiers-Jenssen

Hans Wiers-Jenssen (* 25. November 1866 in Bergen, Norwegen; † 25. August 1925 ebenda) war ein norwegischer Dramatiker, Schriftsteller und Theaterhistoriker. 

## Leben
Hans Wiers-Jenssen machte seinen Schulabschluss 1885 an der Bergen Katedralskole, bevor er schließlich Sprachen und Kulturgeschichte studierte. Anschließend fand er Arbeit als Journalist beim Dagbladet. Während dieser Zeit schrieb er mit Tutti-Frutti sein erstes Theaterstück. Die Revue wurde 1893 im Eldorado teater in Oslo uraufgeführt und wurde mit 101 Vorstellungen ein Überraschungserfolg. Ab 1895 arbeitete er als Theaterregisseur beim Christiania Theatre, 1899 am Nationaltheatret und von 1900 bis 1905 am Den Nationale Scene.
Nachdem er 1907 mit seinem Roman Presten paa Korshavn og hans hustru als Schriftsteller debütierte, hatte er ein Jahr später mit Anne Pedersdotter seinen größten Erfolg überhaupt. Das Theaterstück basiert auf der wahren Begebenheit der vermeintlichen Hexe Anne Pedersdotter, die 1590 in Bergen verbrannt wurde. Das Stück wurde in mehrere Sprachen übersetzt und in Amerika sowie Asien aufgeführt. 1943 wurde es unter dem deutschen Titel Tag der Rache verfilmt.
Hans Wiers-Jenssen war mit der Schriftstellerin Rigmor Nicolowna Danielsen verheiratet. Deren gemeinsamer Sohn Johan Henrik Wiers-Jenssen wurde später Theaterchef und Autor.

## Werke (Auswahl)
Theaterstücke
- Tutti-Frutti (1893)
- Tornerose (1905)
- Fra de gode, gamle Dage (1907)
- Anne Pedersdotter (1908)
- Jan Herwitz. Gamle Bergensbilleder (1913)
- Hr. sakfører! (1913)
- Saul (1916)

Romane
- Presten paa Korshavn og hans hustru (1907)

Sachbücher
- Billeder fra Bergens ældste teaterhistorie (1921)
- Nationaltheatret gjennem 25 aar (1924)
- Den Nationale Scene. De første 25 aar (1926)